# Raúl Díaz Ortín
Raúl Díaz Ortín (nascido em 11 de agosto de 1980) é um jogador espanhol de futebol de 5, que atua como goleiro e integra a seleção nacional da mesma modalidade.
Integrou a seleção espanhola de futebol de 5 que conquistou a medalha de bronze nos Jogos Paralímpicos de Londres 2012 ao derrotar a Argentina por 1 a 0.